# Asteriks gladiator
Asteriks gladiator (fr. Astérix gladiateur) – czwarty album komiksu o przygodach Gala Asteriksa autorstwa René Goscinnego (scenariusz) i Alberta Uderzo (rysunki).
Komiks ukazywał się początkowo w odcinkach, na łamach francuskiego czasopisma Pilote, w latach 1962–1963. Został wydany w formie albumu w 1964 r.
Pierwsze polskie wydanie (w tłumaczeniu Jolanty Sztuczyńskiej) pochodzi z 1991 r.

## Fabuła
Do obozu Delirium przybywa prefekt Galii, Kaligula Łapucapus. Ponieważ prefekt wybiera się do Rzymu, planuje przywieźć Cezarowi niezwykły podarunek – jednego z niepokonanych Galów. Centurion obozu jest sceptycznie nastawiony do planu, ale informuje prefekta, że najprościej będzie schwytać barda Kakofoniksa.
Oddziałowi Rzymian udaje się schwytać barda. Dowiedziawszy się o tym, Galowie wyruszają do obozu Delirium, by go odbić, ale tam dowiadują się, że wraz z prefektem jest już na pokładzie płynącej do Rzymu galery. Asteriks i Obeliks podejmują się wyruszyć w podróż, by odszukać barda.
Kakofoniks trafia przed oblicze Cezara, który postanawia rzucić go lwom na pożarcie w trakcie igrzysk. Gdy Asteriks i Obeliks dowiadują się o tym, decydują się wstąpić w szeregi gladiatorów, aby w ten sposób uratować barda.

## Nawiązania
- sceny treningu gladiatorów stanowią nawiązanie do filmu Spartakus[1],
- scena wyścigu rydwanów stanowi nawiązanie do filmu Ben Hur[1].